# 아우트랑 도라두
바우도미루 프레이타스 아우트랑 도라두(Waldomiro Freitas Autran Dourado, 1926년 1월 18일 ~ 2012년 9월 30일)는 브라질의 작가이다.